# Onthophagus speculicollis
Onthophagus speculicollis là một loài bọ cánh cứng trong họ Bọ hung (Scarabaeidae).